# Superfruit (duo)
 (novembre 2015).
Superfruit, parfois stylisé sous la forme SUP3RFRUIT, est une chaîne YouTube créée le 13 août 2013 et animée par Mitch Grassi et Scott Hoying, connus également en tant que membres du groupe a cappella Pentatonix,.
Bien que la chaîne soit principalement axée sur l'humour, les deux animateurs y postent également des performances vocales, avec, parfois, des invités. En septembre 2016, la chaîne compte plus de 2 millions d'abonnés et plus de 250 millions de vues.

## Histoire
Les deux amis d'enfance — Mitch Grassi et Scott Hoying se connaissent depuis l'âge de dix ans — ont longtemps envisagé de créer chacun une chaîne sur YouTube, puis décident finalement de réaliser ce projet ensemble,.
C'est Mitch Grassi qui a l'idée de baptiser leur chaîne Superfruit,.
Ils mettent leur première vidéo en ligne le 13 août 2013.

## Vidéos
Superfruit recense principalement des vlogs sur la vie quotidienne du duo, et occasionnellement des jeux et des compétitions.
Mitch Grassi et Scott Hoying y postent également des vidéos musicales, avec parfois des guest stars.

### Vidéos musicales
Le duo publie régulièrement des vidéos musicales, parmi lesquelles :
- Defying Gravity : à l'occasion de l'anniversaire de Scott Hoying, le duo interprète la chanson phare de la comédie musicale Wicked[v 1].
- The Mash-up Game : le duo reçoit Tori Kelly, et réalise un mashup à partir de huit chanson choisies par les internautes[v 2].
- Fantasy : avec la participation de Amber Liu, chanteuse du groupe coréen (K-pop) "f(x)".
- Frozen Medley : avec l'aide de leur amie Kirstin Maldonado, autre membre de Pentatonix, Superfruit reprend à sa manière la bande originale du film des studios Disney, la Reine des neiges[v 3].
- BEYONCÉ : ne réussissant pas à choisir une chanson dans le cinquième album de la chanteuse Beyoncé, le duo décide de reprendre l'intégralité de BEYONCÉ en moins de six minutes. Ce cover reçoit un accueil très positif, y compris de la presse[7] et de la chanteuse elle-même, qui partage leur vidéo sur son compte Facebook[8],[n 3].
- Evolution of Miley Cirus : le duo retrace la carrière de Miley Cyrus, de la série Hannah Montana à son quatrième album studio, Bangerz, dans un medley de cinq minutes[v 4].
- Happy Little Pill : Mitch et Scott reprennent la chanson Happy Little Pill de Troye Sivan, extraite de son EP TRXYE[v 5].
- 1989 : quelques jours seulement après la sortie de l'album 1989 de la chanteuse américaine Taylor Swift, le duo publie un cover de quatre minutes reprenant l'album entier[v 6].
- Pop Goes Broadway : avec la participation de la comédienne et auteur de comédies musicales Shoshana Bean (en), les deux compères reprennent des succès de la pop music, réarrangés façon « Broadway » : Blank Space, de Taylor Swift, Jealous, de Nick Jonas, et Break Free d'Ariana Grande sont ainsi revisités[v 7].
- Feeling Myself : le duo reprend la chanson de Nicki Minaj avec un featuring de Beyoncé[v 8].
- Hip-Hop Goes Broadway : ce sont cette fois des morceaux de hip-hop choisis par leurs fans sur Twitter qui sont réarrangés façon « Broadway »[v 9].
- Empire Medley : un medley des chansons issues de la série vedette de la Fox, Empire[v 10].
- Hip-Hop Goes Broadway 2 : une seconde série de morceaux de hip-hop sont réarrangés, toujours façon « Broadway » : Watch Me de Silentó, Turn Down for What de Lil Jon & DJ Snake, Bitch, Don't Kill My Vibe de Kendrick Lamar, Hotline Bling de Drake, Hot Nigga de Bobby Shmurda, Blessed de Big Sean, Get Low de Lil Jon & The Eastside Boyz, Energy de Drake, All the Lights de Kanye West, Pour It Up de Rihanna, The Hills de The Weeknd et Dirt Off Your Shoulder de Jay-Z[v 11].
- Rise : accompagnés de Mary Lambert, Brian Justin Crum et Mario Jose, Mitch Grassi et Scott Hoying reprennent le tube de Katy Perry Rise[v 12].
- Bad 4 Us : une création du groupe[v 13].
- La La Land Medley: avec la participation de la chanteuse Kirstin Maldonaldo du groupe Pentatonix, le trio reprend les chansons du film La La Land.

### Collaborations
Depuis la création de leur chaîne, Mitch Grassi et Scott Hoying ont reçu de nombreuses célébrités dans leurs vidéos, telles que Amber Liu (f(x)), Todrick Hall, Miranda Sings, Grace Helbig (en), Lindsey Russell (en), Tyler Oakley, Maisie Williams, Mamrie Hart (en) Ricky Dillon (en), Willam Belli, Victoria Justice, etc.

### Segments finaux
Les vidéos du duo Superfruit ont connu de nombreux et différents segments finaux, qui ont varié au fil du temps, mais (à partir de septembre 2015) ont consisté en suggestions de chansons et en obsessions hebdomadaires. Le segment 'Obsessions hebdomadaire' a commencé dès le premier épisode de Superfruit et a continué depuis. Ils sont constitués généralement d'éléments que Grassi et Hoying ont récemment acheté, et sont souvent des vêtements. Dans le segment "Commentaire sur les commentaires" inspiré par la chaîne YouTube de Grace Helbig, DailyGrace, un certain nombre de commentaires sur la vidéo de la semaine dernière sont commentés par Grassi et Hoying. Ils présentaient un commentaire positif et un commentaire négatif. Ce segment a été interrompu après l'épisode "Heads Up!"».
Dans le huitième épisode de leur émission web, Superfruit a commencé à faire des suggestions de chansons hebdomadaires. Ils ont titré ce segment "Salut tout le monde! Voici une bonne chanson! * Ne rien écouter d'autre aujourd'hui ", qui a été adapté à travers chaque épisode.

## Musique
En 2016, les deux amis proposent en exclusivité sur leur chaîne Youtube un premier titre inédit Bad 4 us suivi quelques semaines plus tard par Sweet Life. En 2017, le duo livre deux EP (Future Friend: Part One puis Future Friend: Part Two) réunis au sein de leur premier album Future Friends. Leurs titres, aux sonorités très différentes de la musique réalisée avec leur groupe Pentatonix, correspondent mieux à leurs goûts, leurs influences et aux thèmes qui leur sont chers.

## En dehors de YouTube
À l'occasion de la sortie du film Bob l'éponge, le film : Un héros sort de l'eau, Mitch Grassi et Scott Hoying ont assuré la promotion du film sur la chaîne américaine MTV en se faisant tous les deux tatouer le personnage de Bob l'éponge sur le bras droit,.
C'est également en tant que duo que Mitch Grassi et Scott Hoying participent au huitième numéro de l'émission The Grace Helbig Show (en), dans laquelle ils interprètent des chansons écrites pour l'émission,.